# Arizonaspecht
De arizonaspecht (Leuconotopicus arizonae synoniem: Picoides arizonae) is een vogel uit de familie van de spechten (Picidae). 

## Verspreiding en leefgebied
Deze soort komt voor in de Verenigde Staten en Mexico en telt twee ondersoorten:
- L. a. arizonae: zuidoostelijk Arizona tot noordwestelijk Mexico (noordelijk Sinaloa en het aangrenzende Durango).
- L. a. fraterculus: westelijk Mexico (zuidelijk Sinaloa en het aangrenzende Durango tot Michoacán de Ocampo).

## Status
De grootte van de populatie is in 2019 geschat op 200.000 volwassen vogels. Op de Rode lijst van de IUCN heeft deze soort de status niet bedreigd.